# Supermarkedskæde
|  | Sammenskrivningsforslag Artiklen Supermarkedskæde er foreslået føjet ind i Supermarked. (Siden november 2022) Diskutér forslaget |

En supermarkedskæde er en butikskæde med flere supermarkeder, der deler brand og koncept. Den kan være ejet af samme virksomhed, den kan bestå af samarbejdende virksomheder, eller den kan være relateret gennem franchise-aftaler.